# Ribeira do Espigão
A Ribeira do Espigão é um curso de água português localizado na aldeia de Santo Amaro, concelho das Lajes do Pico, ilha do Pico, arquipélago dos Açores.
Esta ribeira tem origem a uma cota de altitude de cerca de 800 metros nas imediações da Cova do Caldeirão e da Lagoa do Peixinho. A sua bacia hidrográfica procede à drenagem de uma areia que engloba além de parte da Cova do Caldeirão parte do Cabeço do Padre Glória.
O seu curso de água que desagua no Oceano Atlântico, fá-lo na costa da localidade de Santo Amaro.